# Кошкіно (Горицьке сільське поселення)
Кошкіно (рос. Кошкино) — присілок в Кімрському районі Тверської області Російської Федерації.
Населення становить 151 особу. Входить до складу муніципального утворення Горицьке сільське поселення.

## Історія
Від 2005 року входить до складу муніципального утворення Горицьке сільське поселення.

## Населення
| 1859 | 1887 | 1920 | 1997 | 2002 | 2010 |
| ---- | ---- | ---- | ---- | ---- | ---- |
| 165  | ↗179 | ↗204 | ↗242 | ↘189 | ↘151 |